# Haus Rotenberg 33

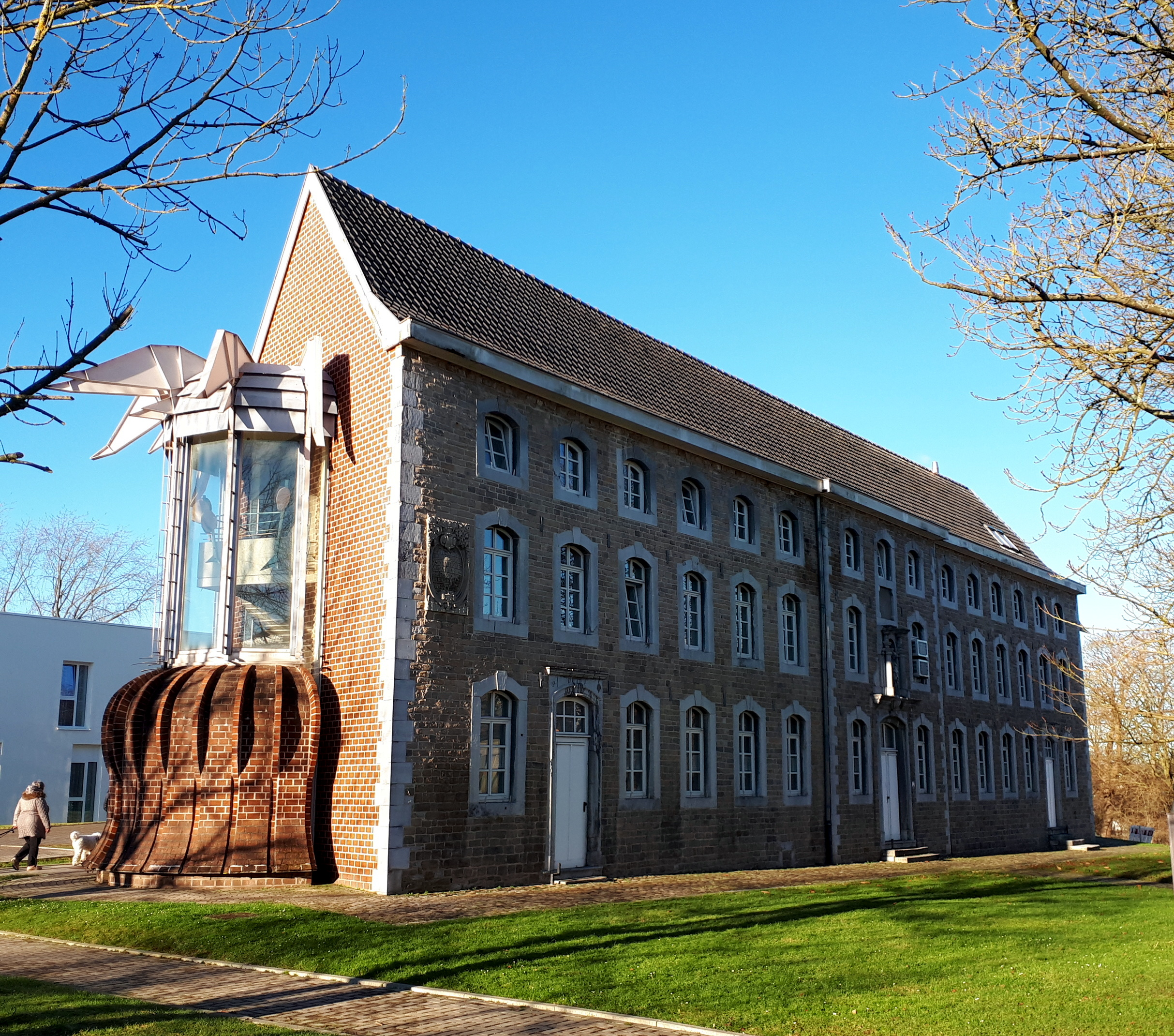
Haus Rotenberg 33

Das Haus Rotenberg 33, ist ein Baudenkmal in Eupen in der Deutschsprachigen Gemeinschaft von Ostbelgien. Das ursprüngliche Haus, von dem nur die Ostfassade erhalten geblieben ist, wurde 1748 im Stil des Barocks erbaut. Über viele Jahre war es Teil des Komplexes des früheren Waisenhauses und Altenheims sowie des späteren St. Josefsheims und ist heute Teil der Lokalsektion des Belgischen Roten Kreuzes. Die vom ursprünglichen Hauptgebäude erhaltene Fassade wurde 1956 unter Denkmalschutz gestellt.

## Geschichte
Im Jahr 1710 erwarb der Eupener Pfarrer an St. Nikolaus Caspar Henreco (1664–1742)  auf der Anhöhe Rotenberg einige alte Häuser, um dort Waisenkinder unterzubringen. Zwei Jahre später erhielt er von Kaiser Karl VI. finanzielle Unterstützung und weiteres Bauland unterhalb des Rotenbergs, das seitdem „Waisenbüschen“ genannt wird. Da mittlerweile die Häuser auf dem Rotenberg nicht mehr zeitgemäß waren, wurden sie 1748 abgerissen und ein neues „Werk-en Weeshuys“  errichtet, in dem bis 1847 die Schlaf- und Arbeitsräume der Waisenkinder untergebracht waren. Die dort untergebrachten rund 44 Kinder mussten mehrheitlich tagsüber von 6 Uhr morgens bis 21 Uhr abends in den umliegenden Spinnereien und Webereien arbeiten.
In der Zeit der französischen Besatzung in den Jahren 1795 bis 1815 verlor das Waisenhaus die kirchliche Unterstellung und wurde als „hospice civil“ von einer zivilen Kommission geleitet, bevor es anschließend unter preußische Gemeindeverwaltung kam. Im Jahr 1825 wurde in den alten Häusern am Rotenberg zusätzlich eine private Versorgungsanstalt für pflegebedürftige Betagte eingerichtet, die ab 1843 der Verwaltung der Stadt Eupen unterstellt wurde.
Nachdem im Jahr 1847 der Orden der   Barmherzigen Schwestern vom hl. Karl Borromäus die Leitung  der Einrichtung übernommen hatte, entwickelte sich das Waisenhaus zu einer reinen Erziehungs- und Wohltätigkeitseinrichtung, bei der die Kinder nunmehr eigenen Schulunterricht erhielten. Größere Geldspenden und Schenkungen sorgten dafür, dass ab 1866 weitere Häuserblocks neu erbaut und veraltete abgerissen werden konnten. Ebenso verhalf der Tuchfabrikant Julius The Losen im Jahr 1873 durch eine Stiftung für einen weiteren Erweiterungsbau. In der Zeit des Kulturkampfes mussten die Schwestern ab 1876 ihre Lehr- und Pflegetätigkeit einstellen und sich auf Wäscherei und Küche beschränken. Waisenhaus und Versorgungsanstalt wurden vorübergehend durch eine hohe Mauer getrennt. Durch eine Privatinitiative konnte dennoch 1881 eine Waisenhauskapelle neben dem Schwesternheim errichtet werden, in der unter anderem eine Abbildung der Stifterwappen der Familie The Losen aufgehängt worden war.
Erst ab dem Jahr 1888 durften die Schwestern per ministeriellem Erlass ihre Arbeit inklusive der Lehrtätigkeit wieder vollständig fortsetzen und die Heimkinder erhielten in der Anstalt wieder regelmäßigen Schulunterricht, wurden aber später in die jeweils zuständigen städtischen Volksschulen überwiesen. Darüber hinaus wurden ferner eine Nähschule, eine Haushaltsschule und eine Industrieschule im Haus eingerichtet, um Fabrikarbeiterinnen hausfrauliche Kenntnisse und Fertigkeiten zu vermitteln, was dazu führte, dass aufgrund des zunehmenden Interesses 1902 der Neubau von 1866 maßgeblich erweitert werden musste. Während des Ersten Weltkriegs mussten die Gebäudeblocks zudem als Militärlazarett genutzt werden.
Im Jahr 1922 wurde die Versorgungsanstalt unter Leitung einer öffentlichen Unterstützungskommission der Gemeinde unterstellt und  in „St. Josefsheim“ umgetauft, dem Patron der für das Bergviertel zuständigen Pfarre St. Josef. Damit wurde der Schwesternorden der Barmherzigen Schwestern vom hl. Karl Borromäus von der Leitung entbunden, blieb jedoch noch bis zum endgültigen Auszug der Schwestern am 3. November 1928 für die Versorgung zuständig. Anschließend übernahmen bis 1939 die Franziskanerinnen aus Luxemburg die Betreuung, gefolgt von den Rekollektinnen aus dem Kloster Heidberg in Eupen.

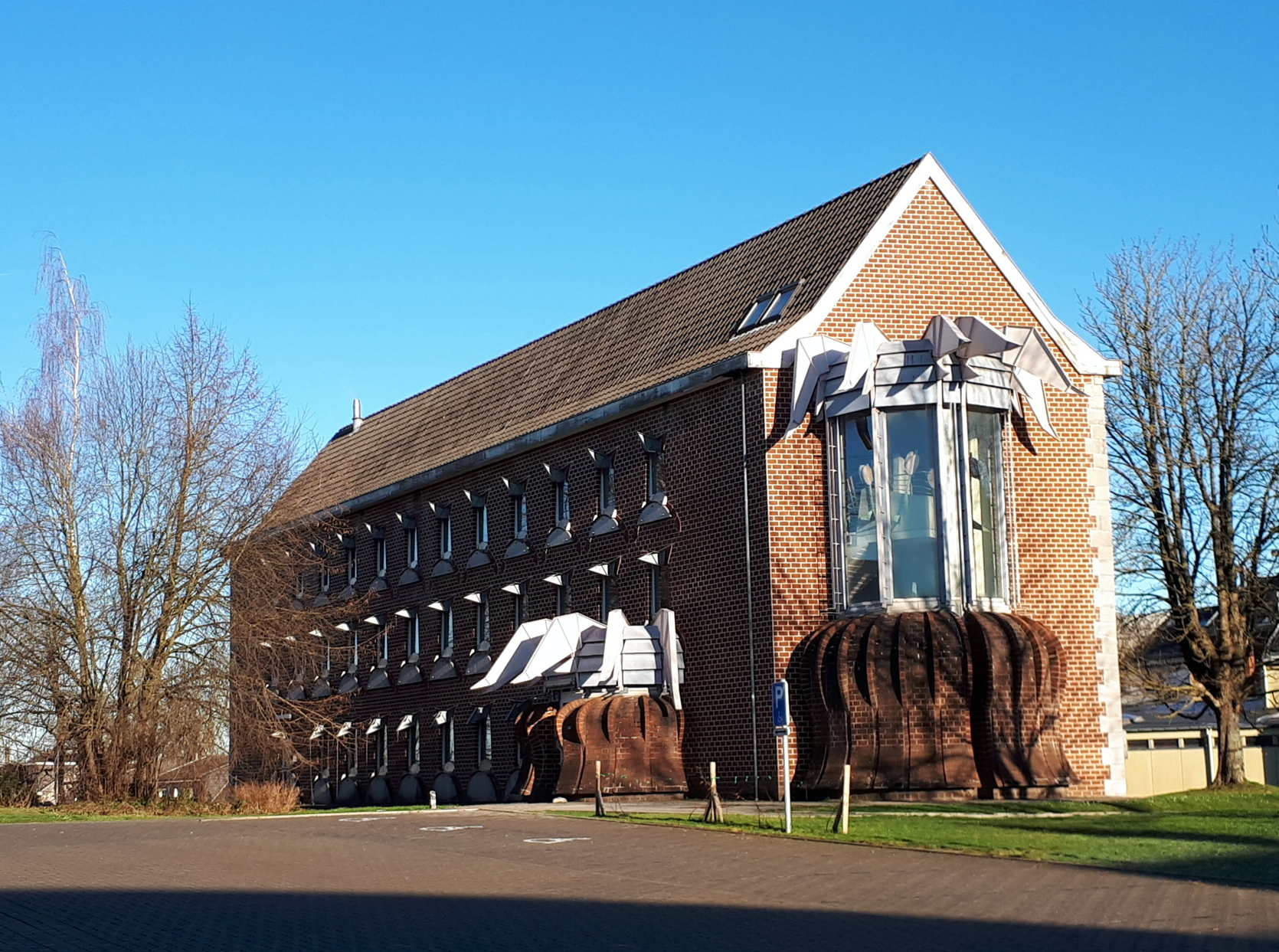
Rückseitige Ansicht nach den Umbauten 1993

Mittlerweile waren die alten Gebäude baufällig geworden und mussten 1973 abgerissen werden. Bereits ab 1969 begann deshalb der sukzessive Umzug des Kinderheims mit den Schwestern des Ordens der Franziskanerinnen in die fünf neu erbauten Häuser des Sozial-pädagogischem Zentrums am Limburger Weg auf der anfangs genannten Flur „Waisenbüschen“. Beim Abriss des vormaligen Waisen- und Schwesternheims auf dem Rotenberg konnte aber die Fassade des Hauptblocks gerettet werden, da sie bereits am 11. Oktober 1950 von der Denkmalschutzkommission als Kulturgut klassifiziert worden war. Unter Einbezug dieser Fassade wurde nicht nur ein neuer Hauptblock, sondern auch weitere Bauten für den Gesamtkomplex Josefsheim errichtet, die unter der Leitung des „Öffentlichen Sozialhilfezentrums“ (ÖSHZ) von Eupen gestellt wurden, wobei der Neubau des ehemaligen Waisenhauses und Schwesternheims der Lokalsektion des Belgischen Roten Kreuzes zur Verfügung gestellt wurde. Zwischenzeitlich hatten von 1969 bis 1977 seitens der Stadt Pläne bestanden, im ehemaligen Schwesternheim am Rotenberg das Stadtmuseum Eupen einzurichten, wozu es jedoch wegen anderweitigen Verwendungen nie gekommen war. Eine letzte grundlegende Renovierung und Umgestaltung erhielt das Gebäude in den Jahren 1990 bis 1993 durch den Eupener Architekten Yves Delhez.

## Baucharakteristik
Die aus dem Jahr 1748 erhalten gebliebene denkmalgeschützte Fassade aus Sandbruchsteinen gliedert sich symmetrisch in fünfzehn Achsen mit drei Geschossen in abnehmender Höhe, wobei die mittleren drei Achsen als Mittelrisalit gestaltet sind. Das schmale langgezogene rechteckige Gebäude ist mit einem Satteldach auf betontem Aufschiebling ohne Gauben und nur mit einer Dachluke bedeckt. Die seitlichen Ecken des Hauses und des Mittelrisalits werden durch Eckquadern aus Blausteinen in Zahnschnittfolge betont. Die segmentbogenartigen Sprossenfenster sind mit Gewänden ebenfalls aus Blaustein eingefasst, die an den oberen Ecken angeschnitten und mit einem trapezförmigen Keilstein versehen sind.
Der Haupteingang mit profilierter Blausteinrahmung und stichbogigem Sturz mit einem Keilstein liegt in der Mittelachse des Mittelrisalits und wird über zwei Blausteinstufen erreicht. Im Geschoss darüber ist statt des Fensters eine Figurennische eingelassen, in der zwischen Säulen mit bearbeitetem Kapitell und breiten Leisten eine Statue des heiligen Josef von Nazareth aufgestellt ist. Unter dem Fenster des darüber liegenden Geschosses ist ein großer viereckiger Stein mit angeschnittenen Ecken in die Mauer eingelassen, auf dem das Jesusmonogramm mit einem reliefartigen Heiligenschein zu sehen ist.
Weitere ähnliche aber schmälere Türen befinden sich in der zweiten und vierzehnten Achse, deren Keilsteine mit stilisierten dekorativen Motiven versehen sind. Links des Fensters im ersten Obergeschoss der ersten Achse ist ein weiterer reich verzierter Reliefstein angebracht, der von dem Eupener Künstler Christian Stüttgen entworfen worden ist und auf dem zu lesen ist: „Zum Andenken an die segensvolle 75-j. Tätigkeit der Schwestern vom H. K. Borromäus in diesem Hause 1847–1922“. Auf der Wiesenfläche vor dem Haupteingang wurde eine von Gregor Hofmann angefertigte Büste des belgischen Königs Baudouin aufgestellt, die am 10. Mai 2000 von seiner Witwe Fabiola Mora y Aragón enthüllt worden war und auf deren Sockel die Inschrift eingraviert ist: „Unsere Welt benötigt Liebe und Freude. Mai 1979“.
Ein weiterer Gedenkstein wurde anlässlich der Fertigstellung der Restaurierungsarbeiten im Jahr 1992 aufgestellt, auf dem eine Messingtafel angebracht ist mit folgender Inschrift: „Ehemaliges Waisenhaus der Stadt Eupen, erbaut im Jahr 1748, Restaurierung abgeschlossen im Jahr 1992, dem Jahr der Teilnahme der Stadt am Europäischen Blumenwettbewerb.“ Dieser Hinweis findet sich ebenfalls im Fuße des Steines, wo auf einer weiteren Tafel „Prix European Entente Florale 1992 für Eupen“ eingraviert ist.

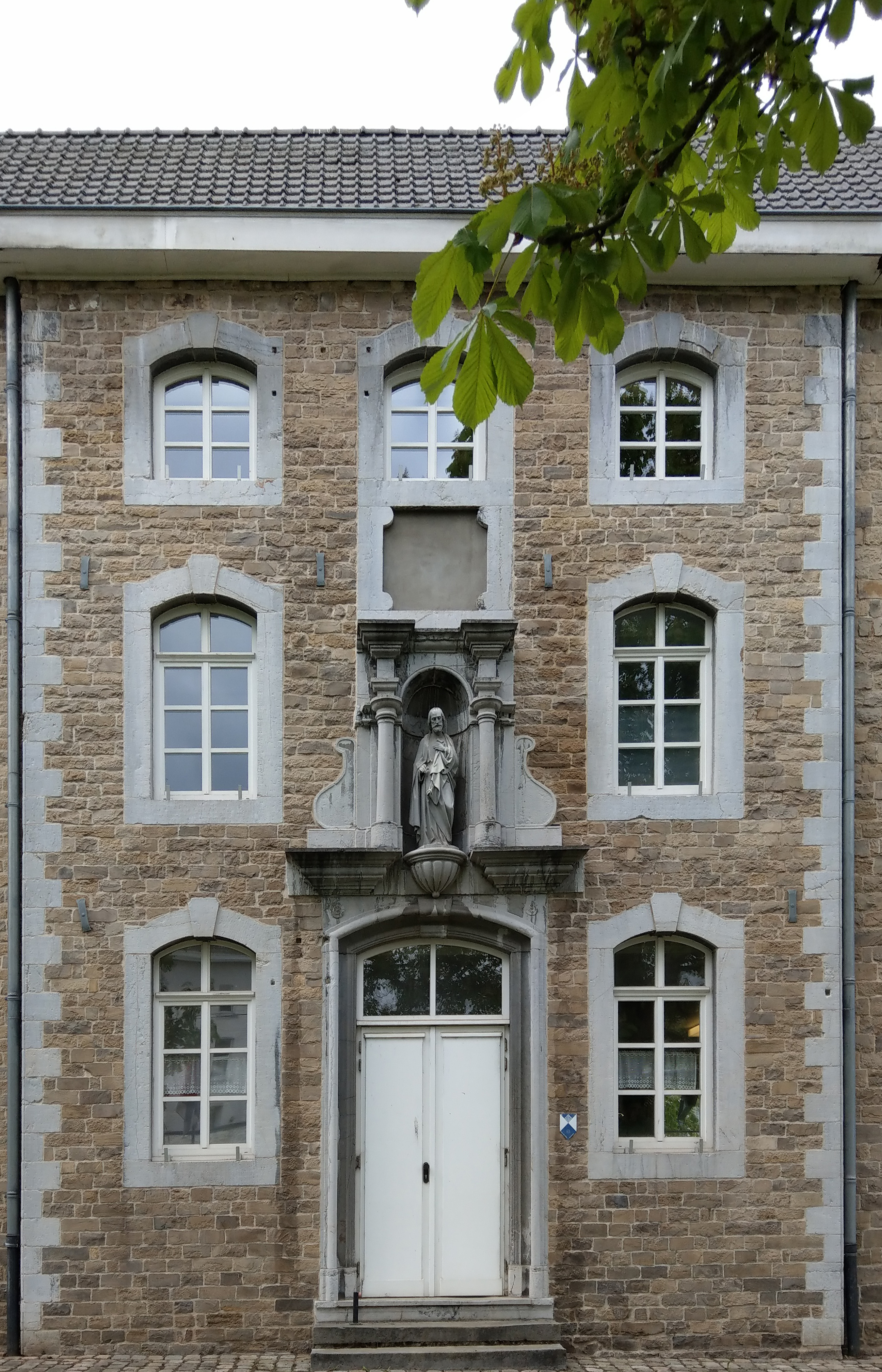
Mittelrisalit
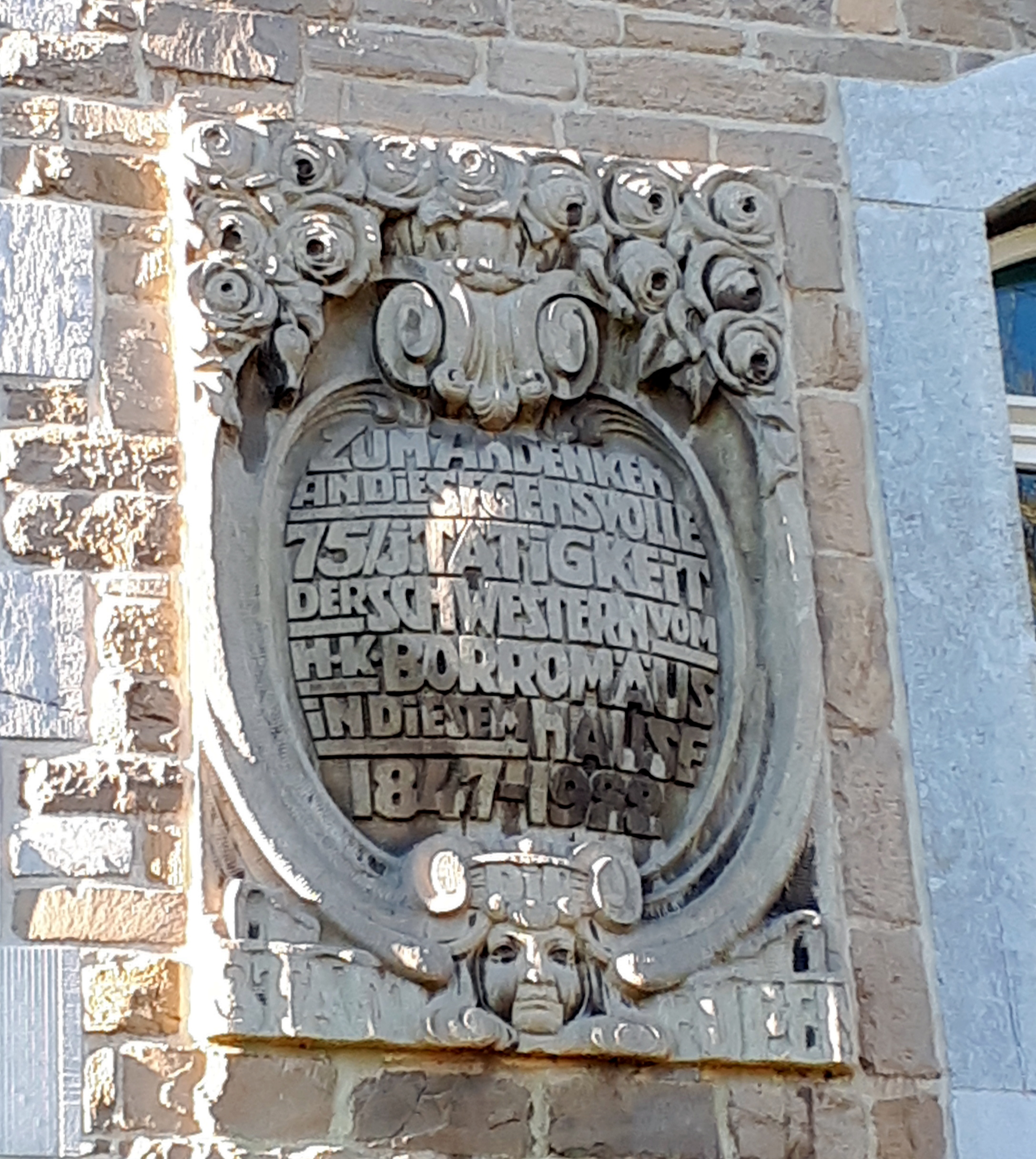
Gedenktafel 75 Jahre Borromäusschwestern
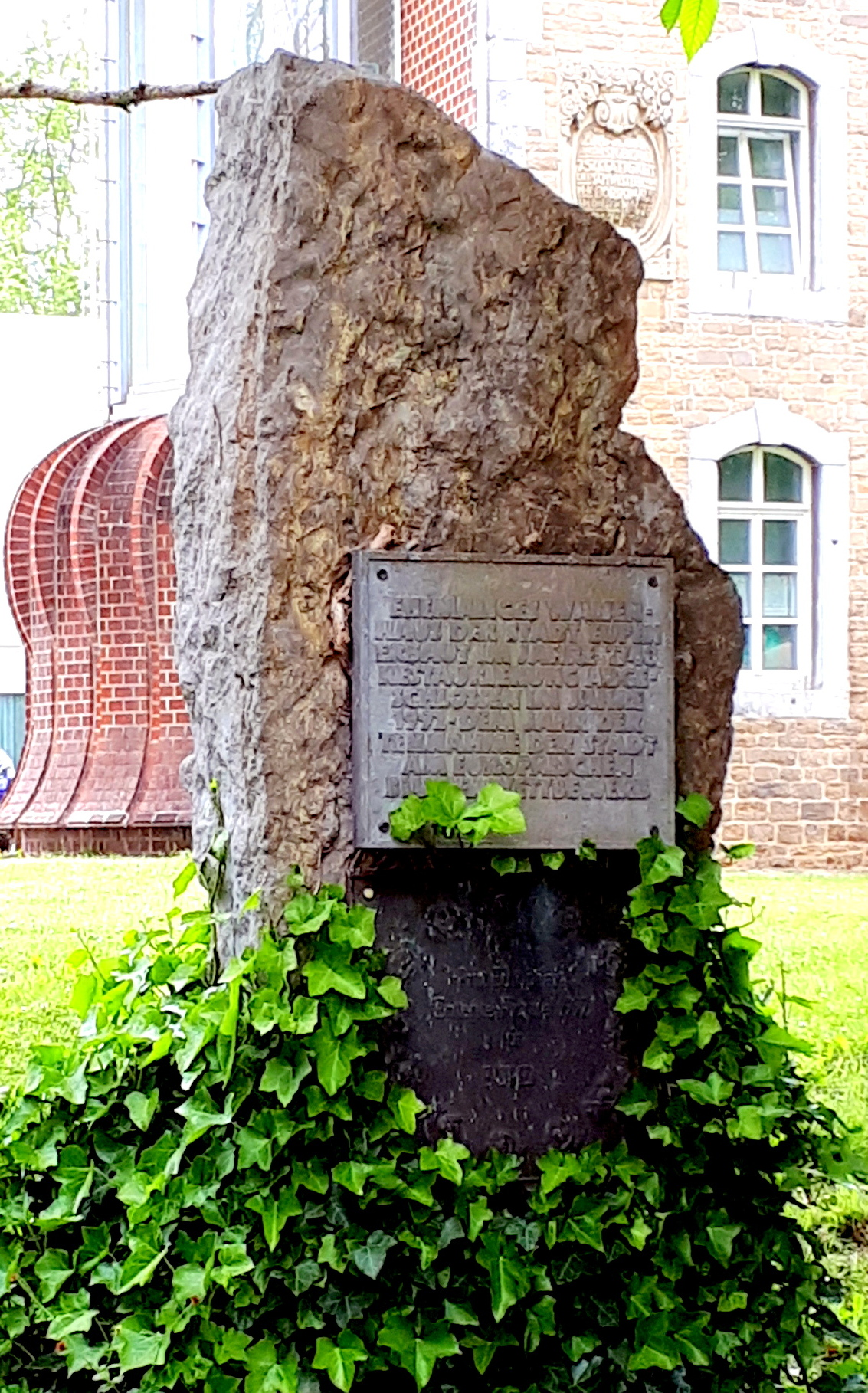
Denkmalstein Entente Florale Europe
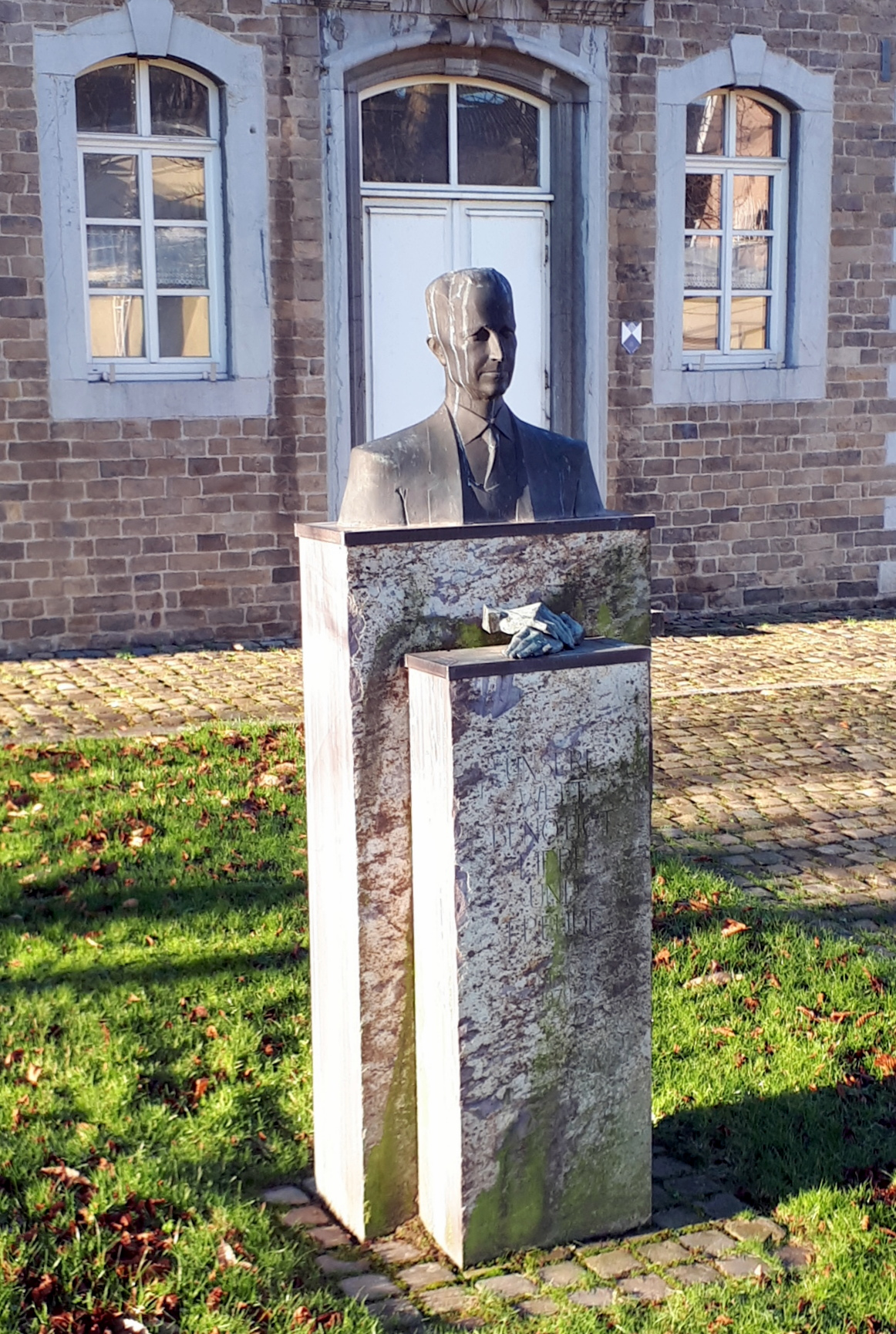
Baudouin-Büste

### Rezeption
Da im Stadtarchiv Aachen in einer Sammlung von Plänen des Architekten Laurenz Mefferdatis ein Grundriss des Waisenhauses von Eupen abgelegt ist, wurde diesem der Bau des Waisenhauses Rotenberg zunächst zugeschrieben.
Im Bau- und Kunstdenkmälerverzeichnis des Eupener Geschichts- und Museumsvereins von 1976 ist jedoch vermerkt, dass dieses Gebäude in Stil und Formen nicht der Bauweise von Mefferdatis entspräche, zum einen stimme der in der Sammlung erhaltene Grundriss mit dem vorhandenen Bau nicht überein und zum anderen war es ein charakteristisches Merkmal der Architektur von Mefferdatis, dass er vorrangig Rechteckfenster mit fünf bis sieben Keilsteinen im Sturz und Seitengewände in Zahnschnittfolge verwendete, wie es unter anderem bei den Häusern Gospertstraße 56 und Rehrman-Fey am Kaperberg gut zu erkennen ist.
Nach Angaben des Mefferdatis-Biografen Wilhelm Mummenhoff in den Aachener Beamtenprotokollen war Mefferdatis zu jenem Zeitpunkt damit beauftragt worden, sich über die baulichen Vorgaben der Waisenhäuser in Verviers, Eupen und Lüttich zu informieren. Dabei hatte dieser gemäß den Recherchen der Autoren des Geschichtsvereins Pläne von fertigen bzw. sich im Bau befindenden Bauten mitgebracht, die nicht seine eigenen waren, wodurch die nicht haltbare Zuschreibung des Hauses Rotenberg zustande kam.